# Lista de personagens de Escolinha do Professor Raimundo
A lista abaixo contém as personagens do programa humorístico Escolinha do Professor Raimundo, ordenadas de acordo com o período de entrada no programa e seus respectivos bordões.

## Elenco

### 1990
| Agosto                                                              | Agosto                      | Agosto | Agosto |
| Artista                                                             | Personagem                  | Bordões | Descrição |
| ------------------------------------------------------------------- | --------------------------- | --- | --- |
| Chico Anysio *12 de abril de 1931 +23 de março de 2012              | Professor Raimundo          | "E o salário, óh!..." Vai comendo, Raimundo..." É vapt-vupt!" Queria ter um filho assim!" (para Ptolomeu) "Vou lhe dar um zero!" Para de dar pitaco nas respostas de seus colegas!" Não complica, explica!" "Quando eu conto, o pessoal se espanta. Mas já foi assim..." "Olha eu pagando mico pro macaco" Cara de areia mijada" (para Aldemar Vigário) "Muuuuuuito bem!" Eu não devia, mas vou lhe ajudar" (para Rolando Lero) | Professor idoso, frustrado com seu baixo salário. Em 2001, apresentava flashbacks de alunos da escolinha já falecidos e ausentes na produção da última temporada e terminava o programa com o bordão "e a saudade, óh!..." abrindo os braços, em sinal de lamento. |
| Antônio Carlos Pires *1 de janeiro de 1927 +28 de fevereiro de 2005 | Joselino Barbacena          | "Quando eu era criança pequena lá em Barbacena..." Ai, meu Jesus Cristinho! Já me descobriu aqui... Será impossíverrrr? Larga d'eu, sô!" Joselino não está!" | Mineiro nascido em Barbacena, contava histórias e casos relacionados à cidade. Sempre se escondia do Professor Raimundo, e às vezes acabava se entregando dizendo que ele mesmo não está. Ele é banguela. |
| Antônio Pedro *11 de novembro de 1940 +12 de março de 2023          | Bicalho                     | "Zerinho? Mas fiz o meu sonzinho." Mas fiz o meu comercial." Mete o malho!" Trivial!" Foi aquele cara que gosta desse som assim..." | Personagem que imita efeitos sonoros, quando sempre fazendo alguma publicidade em fim. |
| Brandão Filho *6 de janeiro de 1910 +22 de março de 1998            | Sandoval Quaresma           | "’Opa! 'tá na ponta da língua!" Agora que eu me estrepo!" "’Tava indo tão bem!" Eu estudo!" | Aluno que dá duas respostas corretas, mas sempre ironiza a terceira pergunta. |
| Castrinho *17 de outubro de 1940 (84 anos)                          | Geraldo                     | "Geraaaaaaaldo!!!" Tem uma disputa aí?" Gostou da minha roupinha? Foi mamãe que fez!" "’Tá gostando, tá?" O senhor me dá zero porque tem coisas que eu sei que o senhor não sabe!" | Estereótipo do "filho único", com roupa feita pela mãe, acaba ridicularizado pelo Professor Raimundo, por sempre contar histórias ambíguas. |
| Cláudia Jimenez *18 de novembro de 1958 +20 de agosto de 2022       | Cacilda                     | "Cacillllllllllllllllda!" Beijinho, beijinho; pau, pau!" | Gordinha ninfomaníaca, sátira da apresentadora Xuxa. |
| Grande Otelo *18 de outubro de 1915 +26 de novembro de 1993         | Eustáquio                   | "Aqüi! Qüi qüeres?" Faiô?" | Sempre ajudado por Cândida (Stella Freitas), que lhe diz: "É (resposta), mas fala diferente!", ainda assim ele sempre erra na resposta. |
| Jaime Filho *16 de outubro de 1930 +3 de janeiro de 2017            | Suppapau Uaçu/Suppapou Uaçi | "C´est moi, Suppapou Uaçi, o gostoso. Manda!" "Arrepia Raimundo!" | Índio brasileiro. O professor diz como o homem branco agiria em determinada situação, e o pergunta como seria no caso do índio. Seu nome foi posteriormente alterado para Suppapou Uaçi, devido ao duplo sentido do nome original. |
| Jorge Loredo *07 de maio de 1925 +26 de março de 2015               | Zé Bonitinho                | "Garotas do meu Brasil varonil, cheguei! Zé Bonitinho, o perigote das mulheres!" Câmera close!" "Atention please!" "Garotas do meu Brasil Varonil, vou dar um tostão da minha voz: If I have a thousand of women, au, au! au, au!" | Galã atraente das mulheres, achando-se o maioral. Seu visual é composto por terno, gravata-borboleta gigante e óculos escuros com lentes em forma de coração. Carrega um grande pente dentro de seu terno e anda engraçado. Tem preconceito contra homens, alegando que homem dá coceira.                                                                                        |
| Lúcio Mauro *14 de março de 1927 +11 de maio de 2019                | Aldemar Vigário             | "O menininho... cabeçudinho... joelhinho grosso... perninha fina... " "Quem? Quem? Quem? Raimundo Nonato!" Eu me lembro, lá em Maranguape..." Te lembras disso?" Tu não me amas mais!" | Aluno puxa-saco que sempre inventa histórias sobre um passado glorioso do professor Raimundo. |
| Lug de Paula *15 de junho de 1957 (67 anos)                         | Boneco                      | "Aí eu vou para galera!" Ligadão nas quebradas, chefia, mas... que hora é a merenda?" Presunto!" Vou responder 'dis costa'. 'Crasse'!..." E ô e ô, Seu Boneco é o terror!" | Estereótipo do carioca pobre e malandro, é de Duque de Caxias, sempre fazendo referência à cidade da Baixada Fluminense. Esfomeado, sempre pergunta pela hora do lanche. Por ser malandro, fala um mau português. |
| Marcos Plonka *26 de setembro de 1939 +8 de setembro de 2011        | Samuel Blaustein            | "Fazemos qualquer negócio." Melhor zero na nota do que prejuízo na bolso." | Estereótipo do empresário judeu avarento e ávido por lucros e bons negócios. |
| Mário Tupinambá *26 de abril de 1932 +27 de setembro de 2010        | Bertoldo Brecha             | "Veeeeeenha!" Olhe, seu menino..." Camarão é a mãe!" Zé-fi-ni! ’Tá na boca do 'Brasí'!" Ele não conhece a 'véia', ele não conhece a 'véia'!" "A 'ignorança' é que 'astravanca' o 'Progréssio'! E Zé - fi - ni!" "’Tá na boca do 'Brasí', ’tá na boca do povo!" | Nordestino de Nazaré das Farinhas (BA), cujo nome é uma sátira do poeta alemão Bertolt Brecht. É apelidado de Camarão, ofendendo-se com este apelido. |
| Nizo Neto *27 de abril de 1964 (61 anos)                            | Ptolomeu                    | "Nem tanto, mestre." Divirjo mestre!" A resposta da aluna faz sentido..." Estou sempre pronto a lutar pelas jovens indefesas, sempre visando ao lado didático da coisa..." Não é, Fló-fló?" | Aluno esperto que sempre acerta as perguntas do professor Raimundo. "Queria ter um filho assim!", declara sempre o professor. É namoradinho de Flora Própolis, que sempre fundamenta-lhe as respostas erradas. |
| Olney Cazarré *14 de maio de 1945 +19 de janeiro de 1991            | João Bacurinho              | "’Tamos aí!" Orrrrrrrrrrra, meu!" | Torcedor fanático do Sport Club Corinthians Paulista, sempre usa uma camisa da Gaviões da Fiel. |
| Orlando Drummond *18 de outubro de 1919 +27 de julho de 2021        | Seu Peru                    | "Estou porrrr aqui!" Use-me e abuse-me, 'teacher'!" Mais um para a irmandade." "Peru com mel, de Vila Isabel." "Peru é cultura, cheio de ternura!" Te dou o maior apoio..." Ele era moça, moçoila, mocérrima, 'teacher'!" | Aluno homossexual. Sempre responde às perguntas afirmando que grandes figuras da história eram na verdade gays enrustidos, e não dá o braço a torcer nem mesmo quando leva nota zero. |
| Rogério Cardoso *30 de março de 1937 +24 de julho de 2003           | Rolando Lero                | "Amado mestre..." Captei! Captei a vossa mensagem..." | Aluno puxa-saco do professor com linguagem assaz cortês, sempre enrolando-o na resposta, alegando ter convivido com as personalidades históricas, e chorando quando é pergunta sobre como morreu cada uma delas. Entende errado quando o professor dá a pista da resposta, recebendo nota zero. Assim como Aldemar Vigário, é o estereótipo do malandro galanteador dos anos 50. |
| Sérgio Mallandro *12 de outubro de 1955 (69 anos)                   | Ele mesmo                   | "No fundo, no fundo, ele queria ter um filho igual a eu." | Aluno que sempre chega atrasado e dá desculpas esfarrapadas. Sua saída do programa aconteceu ainda em 1990. |
| Stella Freitas *18 de maio de 1954 (71 anos)                        | Cândida                     | "Ah, professor! Hoje eu vi..." Aaaaaaah!" | Aluna que responde corretamente às perguntas sobre outros países, geralmente políticas, mas chora quando é perguntada sobre o Brasil por decepcionar-se, bramindo. |
| Tássia Camargo *29 de janeiro de 1961 (64 anos)                     | Marina da Glória            | "'Chamô', 'chamô'?" Posso pensar?" | Menina bonita que sempre erra as perguntas de aritmética básica, porém o professor sempre inventa alguma coisa para considerar sua resposta correta. |
| Walter D'Ávila *29 de novembro de 1911 +19 de abril de 1996         | Baltazar da Rocha           | "Que que há-lho?" Sabo-lho!" Eu-lho!" | Aluno com falar cortês, geralmente apõe contrações pronominais [tais a lho, lha] a verbos sendo-lhe a presença por vezes não necessária. É aquele que por muito tempo finalizou os episódios com breves e engraçadas respostas. |
| Zezé Macedo *6 de maio de 1916 +8 de outubro de 1999                | Dona Bela                   | ''Quem gosta (dessas, de tomar, de usar) essas coisas são suas irmãs!" Só pensa... naquilo!" | Aluna ingênua que sempre cai ao chão quando o professor pergunta sobre palavras excêntricas, que ela confunde com obscenidades. |

| Setembro                                                            | Setembro               | Setembro | Setembro |
| Artista                                                             | Personagem             | Bordões | Descrição |
| ------------------------------------------------------------------- | ---------------------- | --- | --- |
| Nádia Maria *7 de outubro de 1931 +16 de fevereiro de 2000          | Célia Caridosa de Melo | "O povo é só um detalhe." Seja breve, professor." Eu não sei, professor!" | Sátira da economista Zélia Cardoso de Mello, ministra da Fazenda na época, com quem Chico Anysio foi casado. Respondia a todas as perguntas exaltando as façanhas do presidente Fernando Collor de Mello.                                                        |
| Nélia Paula *26 de outubro de 1930 +8 de setembro de 2002 (72 anos) | Dona Clara             | "Ara Arolina Abiana, a ipor." | Aluna fanha e de fala quase incompreensível. |
| Rony Cócegas *17 de abril de 1940 +25 de julho de 1999 (59 anos)    | Galeão Cumbica         | "No aaaaaaaaaaar!" Atenção passageiros com destino a (nome do local) Portadores de ficha da cor (nome da cor), portão (uma letra) de (palavra que se inicia com a letra referida), e se piqueeeeee!!!" Aí eu choro: au-auuu...!" Comigo, é no jiló!" Thank you, very you macho!" Vai fundo que eu 'tô' na proa!" | Piloto obcecado por aviação e aeroportos, possui um cabelo em forma de asas. Sempre carrega um pequeno avião ou uma miniatura do ônibus espacial americano na mão, depois mudou para piloto de barco, ficando irreconhecível. Gosta de provocar Aldemar Vigário. |

| Outubro                                                               | Outubro            | Outubro | Outubro |
| Artista                                                               | Personagem         | Bordões | Descrição |
| --------------------------------------------------------------------- | ------------------ | --- | --- |
| Ruban Barra *5 de maio de 1950 (75 anos)                              | Agnaldo Peixoto    | "Ainda vou cantar no rádio!" | Aluno cantor, mas que não tinha talento nenhum. |
| David Pinheiro *17 de abril de 1950 (75 anos)                         | Armando Volta      | "Sambarilove!" Eis-me aqui, digníssimo. E pode perguntar, porque comigo pau é pau, pedra é pedra." Se sei, digo que sei. Se não sei, digo que não sei." É papo dez e tapas leves!" A propósito, digníssimo..." Pensei: 'Porque comprá-lo, por que não comprá-lo, porque comprá-lo, por que não comprá-lo?' Comprei-o-o! Aceite, é de coração, sem o menor interesse..." Meu... deus!" E toca pintinho..." Será que vai dar praia?" | Aluno que suborna o professor visando a conseguir uma resposta; sempre conseguindo quando o professor Raimundo insere-a num contexto diverso. É irmão de Rolando Lero. |
| Márcia Brito *31 de janeiro de 1954 (71 anos)                         | Flora Própolis     | "Viva a natureza!" É sim, Ptô..." | Aluna obcecada com ecologia, que, apesar de sempre responder errado, é defendida por seu colega e namoradinho Ptolomeu (Nizo Neto).                                    |
| Nádia Maria *7 de outubro de 1931 +16 de fevereiro de 2000 (69 anos)  | Maria Bonita       | "Cuma?!" Mato não, só corto as coisinha fora." | Aluna cangaceira. |
| Paulo César Rocha *28 de agosto de 1950 (74 anos)                     | Paulo Cintura      | "Saúde é o que interessa, o resto não tem pressa!" Iiiiiiissa!" | Aluno fisiculturista que sempre põe todo mundo da classe para malhar.                                                                                                  |
| Pedro Bismarck *25 de novembro de 1961 (63 anos)                      | Nerso da Capitinga | "Nossa Sinhora, é ieu?" É ieu mesmo!" Ieu sou ieu, o senhor é o senhor!" Intão tá intão." | Caipira nascido na Capetinga. Seu visual lembra o de Genival Lacerda, porém sem chapéu e com suspensórios. Saiu em outubro de 1991 e voltou em 1994.                   |
| Zilda Cardoso *4 de janeiro de 1936 +20 de dezembro de 2019 (83 anos) | Catifunda          | "Saravá!" | Mendiga que sempre porta um charuto na mão. Saiu no final de 1990 e voltou em outubro de 1991 devido as gravações de Meu Bem, Meu Mal.                                 |

| Novembro                                                        | Novembro   | Novembro                                                                               | Novembro |
| Artista                                                         | Personagem | Bordões                                                                                | Descrição |
| --------------------------------------------------------------- | ---------- | -------------------------------------------------------------------------------------- | --- |
| Costinha *25 de março de 1923 +15 de setembro de 1995 (71 anos) | Mazarito   | "Uaaauwn!" Noooooofa!" Isso eu não sei, mas eu sei que... uma bichinha..." Ziraaaldo!" | Aluno loiro que usa bermuda e suspensórios. Com uma roupa antiga de vendendor de picolés. Normalmente evade as perguntas do professor com piadas e histórias indecorosas, em sua maioria satirizando homossexuais. É também conhecido por emitir um som no microfone do estúdio de gravações do programa. Não possui dentes. |

| Dezembro                                                            | Dezembro           | Dezembro                                               | Dezembro                             |
| Artista                                                             | Personagem         | Bordões                                                | Descrição                            |
| ------------------------------------------------------------------- | ------------------ | ------------------------------------------------------ | ------------------------------------ |
| Berta Loran *23 de março de 1926 (99 anos)                          | Manuela D'Além-mar | "Manuela D'Além-mar, de Trás-os-Montes, sim sinhoire!" | Estereótipo da portuguesa burra.     |
| Nélia Paula *26 de outubro de 1930 +8 de setembro de 2002 (72 anos) | Amparito Pera      | "Prrrrrrresente, prrrrrrrofessorrrrrr!"                | Aluna que sofre de distúrbio de voz. |

### 1991
| Março                                                                | Março                   | Março | Março |
| Artista                                                              | Personagem              | Bordões | Descrição |
| -------------------------------------------------------------------- | ----------------------- | --- | --- |
| Dhu Moraes *22 de junho de 1953 (71 anos)                            | Baunilha                | "E eu sou Baunilha" Perguntar é preciso, pergunta quem pode, responde quem tem juízo." (em rap) "Olha o arrastão, olha o arrastão" | Compõe dupla com Milha, ambos respondendo às perguntas cantando um rap. Foi a primeira dupla de Milha, depois foi substituída por Sheila Mattos.                                                                                  |
| Sheila Mattos                                                        | Lentilha                | "E eu sou Lentilha" Perguntar é preciso, pergunta quem pode, responde quem tem juízo." (em rap)                                    | Compõe dupla com Milha, ambos respondendo às perguntas cantando um rap. |
| Orival Pessini *6 de agosto de 1944 +14 de outubro de 2016 (72 anos) | Sócrates Homem de Mello | "Fala, bicho!" Não precisa explicar. Eu só queria entender" Me entendeu?"                                                          | Macaco inteligente que responde corretamente às perguntas, sempre dando a entender que o jeito dos macacos é mais correto que o do homem. Este personagem já havia feito aparição, anos antes, no humorístico Planeta dos Homens. |
| Paulette *12 de junho de 1952 +30 de julho de 1993 (40 anos)         | Milha                   | "Eu sou Milha!" Perguntar é preciso, pergunta quem pode, responde quem tem juízo." (em rap) "É o bicho, é o bicho"                 | Compõe dupla com Lentilha, ambos respondendo às perguntas cantando um rap. Quando fazia dupla com Baunilha, a junção dos nomes era uma paródia ao grupo pop Milli Vanilli.                                                        |

| Julho                                                                | Julho      | Julho | Julho |  |
| Artista                                                              | Personagem | Bordões | Descrição |  |
| -------------------------------------------------------------------- | ---------- | --- | --- |  |
| Ivon Curi *5 de junho de 1928 +24 de junho de 1995 (67 anos)         | Gaudêncio  | "Eu sou macho-cho!" É um macho aqui, tchê!" Isso é coisa de maricão!" | Gaúcho machão. Ivon Curi atuava sem a famosa peruca. |  |
| Orival Pessini *6 de agosto de 1944 +14 de outubro de 2016 (72 anos) | Patropi    | "Pá daqui, pá dali, pá de lá, pá de cá..." Sei lá, entende?" Cê parece que não sei!" A 'obscinclidade' humana é a transcendência do nesterismo" Visto desse ângulo, podemos concluir..."" "Sem crise..." | Estudante de comunicação hippie da PUC que não consegue se expressar verbalmente. Sempre chega atrasado à aula e sai mais cedo. Seu visual lembra o de Raul Seixas. |  |

| Outubro                                                         | Outubro        | Outubro | Outubro                                                                                               |
| Artista                                                         | Personagem     | Bordões | Descrição                                                                                             |
| --------------------------------------------------------------- | -------------- | --- | --- |
| João Elias *6 de agosto de 1945 + 09 de junho de 2017 (71 anos) | Salim Muchiba  | "Salim saieu." Professor faz o 'burgunta', Salim dá o 'rusposta'." Pergunta à vista que eu respondo à prestação." Acabou a 'brimeira barte', 'bula pro subunda'."                            | Aluno de ascendência Turca (sírio-libanesa) que vive discutindo com Samuel Blaustein (Marcos Plonka). |
| Tim Rescala *21 de novembro de 1961 (63 anos)                   | Capilé Sorriso | "Âââââââ!" Presente e sorridente!" Com Capilé, ri João e ri José!" O senhor me desculpa, mas eu sou muito engraçado!" Achei graça não..."                                                    | Humorista e professor de música sem graça, com uma risada característica.                             |
| Tom Cavalcante *8 de março de 1962 (63 anos)                    | João Canabrava | "Sóbrio!" Criançada maravilhosa tem orgulho do país em que nasceste, não há país maior do que este. Brasil, sil, sil!" Fecha a conta e passa a régua." Bota mais uma, Raimundão gente-fina!" | Bêbado que ocasionalmente imita um locutor de futebol, em uma sátira a Gomes Farias.                  |

### 1992
| Janeiro                                                              | Janeiro         | Janeiro | Janeiro                                                 |
| Artista                                                              | Personagem      | Bordões | Descrição                                               |
| -------------------------------------------------------------------- | --------------- | --- | ------------------------------------------------------- |
| Aldine Müller *8 de outubro de 1953 (71 anos)                        | Dona Flor       | "Fala, mon amour!" Ai, Mundico..."                                                                                  | "Sobrinha" do diretor, protegida do professor Raimundo. |
| Eri Johnson *22 de dezembro de 1961 (63 anos)                        | Bebeto          | "Ih, ó o cara aêee!" D'Ajuda! Sempre ajuda ser filho duma." Sou filho duma, mas como nessa terra poucos não são..." | Malandro cheio de ginga.                                |
| Nádia Maria *7 de outubro de 1931 +16 de fevereiro de 2000 (68 anos) | Márcia Suplício | "Profissional do sexo, sem complexo!" Hoje em dia, tudo é sexo..." Ignorância sexual de sua parte!"                 | Sátira da politicista e sexóloga Marta Suplicy.         |

| Fevereiro                                                           | Fevereiro         | Fevereiro | Fevereiro |
| Artista                                                             | Personagem        | Bordões | Descrição |
| ------------------------------------------------------------------- | ----------------- | --- | --- |
| Antônio Pedro *11 de novembro de 1940 +12 de março de 2023          | Celso Piquete     | "A luta continua!" | Sátira de Luiz Inácio Lula da Silva que, na época, era dirigente sindical. |
| Cláudia Mauro *11 de fevereiro de 1969 (56 anos)                    | Capitulina Novela | "No pique do Ibope!" "Ô meu pai do céu!" Ô meu Tarcísio (Tarcisinho) vem cá!"                                                                             | Aluna evangélica, tímida e assustada que ficava possuída e tirava a roupa diante de citações ao galã Tarcísio Meira. A personagem deve ser trocada, pois era considerada uma ofensa aos evangélicos. |
| Fafy Siqueira *17 de outubro de 1954 (70 anos)                      | Gardênia Alves    | "Presentem!" "Mete lá!" Cá estou eu, Gardênia Alves, a cantora dietética. Sem mais delongas, sem soslaios, mete lá..." Eu estou completamente emotivada!" | Cantora de fado, paródia de Carmélia Alves, sempre acompanhada de seu segurança, interpretado por Ted Boy Marino.                                                                                    |
| Geraldo Alves *5 de maio de 1935 +19 de fevereiro de 1993 (57 anos) | Bill Bebes        | "Sempre presente, nunca ausente!" Tudo registrado na 24ª DP!" Bill Bebes lhes diz: boa noite!"                                                            | Sátira do repórter Gil Gomes. |

| Março                                             | Março       | Março | Março |
| Artista                                           | Personagem  | Bordões | Descrição |
| ------------------------------------------------- | ----------- | --- | --- |
| César Macedo *1935 +30 de abril de 2016 (81 anos) | Seu Eugênio | "Pode perguntar que comigo é na manteiga!" Anote aí hein!" | Sátira do cientista alemão Albert Einstein. |
| Eliezer Motta *10 de julho de 1945 (79 anos)      | Batista     | "Faço tudo que o senhor mandar!" "Saúde, paz, amor, harmonia, alegria e prosperidade pro senhor e pra toda a sua família!" "Gostaria de falar uma coisinha pro senhor! O senhor me autoriza?" | Um bobo alegre, totalmente submisso ao Professor Raimundo. Anos antes, era um sacristão, no quadro "Irmão Carmelo", nos humorísticos Planeta dos Homens e Viva o Gordo, ao lado de Jô Soares. Estreou juntamente com a nova sala de janelas marrons usada com adaptações até 1995. |

| Abril                                                               | Abril           | Abril | Abril                                                                                                  |
| Artista                                                             | Personagem      | Bordões | Descrição                                                                                              |
| ------------------------------------------------------------------- | --------------- | --- | --- |
| Benvindo Siqueira *17 de julho de 1947 (77 anos)                    | Brasilino Roxo  | "Scatapum, scatapum, pum, pum!" Ele pensa que tá na França..." "Eu não sou maluco!" "Senta, Paulinho!" "O que? No meu país? Só se for na França!" | Aluno patriota que sempre tem uma visão utópica do Brasil. No caso, "Roxo" é um sinônimo de fanatismo. |
| Cláudia Mauro *11 de fevereiro de 1969 (56 anos)                    | Capitu          | "No Aurélio, ora!" "Acertei??" | Aluna que acertava as respostas por acidente, e era escolhida para apagar o quadro-negro.              |
| Jaime Filho *16 de outubro de 1930 +3 de janeiro de 2017            | José dos Campos | "Quem pranta, cói" | Aluno caipira.                                                                                         |
| Marina Miranda *30 de setembro de 1930 +3 de setembro de 2021       | Mandala         | "Na força!" Num cutuca a pantera!" | Aluna cismada em ter sofrido preconceito racial.                                                       |
| Nélia Paula *26 de outubro de 1930 +8 de setembro de 2002 (71 anos) | Dona Cora       | | Personagem que chegou a aparecer nas aulas, porém nunca foi chamada.                                   |

| Junho                                          | Junho              | Junho           | Junho |
| Artista                                        | Personagem         | Bordões         | Descrição |
| ---------------------------------------------- | ------------------ | --------------- | --- |
| Rosane Gofman *18 de outubro de 1957 (67 anos) | Maria Jacinto Pena | "Ele morreeeu!" | Aluna melancólica que chora sempre que o Professor Raimundo faz uma pergunta sobre um mártir ou alguém que tenha tido uma vida difícil. É apaixonada pelo gaúcho Gaudêncio (Ivon Curi). |
| Castrinho *17 de outubro de 1940 (84 anos)     | Seu Tomé           | "Só vendo!"     | Tinha um cabelo estilo Chanel com franja, usava um terno bege e uma gravata vinho. |

| Agosto                                                               | Agosto          | Agosto                                 | Agosto                                                       |
| Artista                                                              | Personagem      | Bordões                                | Descrição                                                    |
| -------------------------------------------------------------------- | --------------- | -------------------------------------- | ------------------------------------------------------------ |
| Nádia Maria *7 de outubro de 1931 +16 de fevereiro de 2000 (68 anos) | Doroféia Ienéck | "Professor... o que eu quero é mais!!" | Aluna que ri de tudo. Sátira da economista Dorotéia Werneck. |

### 1993
| Janeiro                                                              | Janeiro                   | Janeiro | Janeiro |
| Artista                                                              | Personagem                | Bordões | Descrição |
| -------------------------------------------------------------------- | ------------------------- | --- | --- |
| Carvalhinho *24 de maio de 1927 +1 de março de 2007 (79 anos)        | Maurício das Dores        | | Aluno hipocondríaco. |
| Cristina Nunes *25 de dezembro de 1956 (68 anos)                     | Irina Maura               | "Presente, passado e futuro!" Se a dúvida aparece, Irina Maura à esclarece!" Com esse professor, a gente não vai aprender nada!" | Aluna teimosa que não aceitava as explicações do professor, por se achar mais inteligente que ele.                          |
| Nádia Maria *7 de outubro de 1931 +16 de fevereiro de 2000 (68 anos) | Maria da Recessão Colares | "E o resto não interessa!" Não interessa!"                                                                                       | Sátira da economista portuguesa Maria da Conceição Tavares, sempre berrava com as perguntas do professor é usava um cigarro |
| Castrinho *17 de outubro de 1940 (84 anos)                           | Máo Laluno                | "Como chama aquilo...?" Sim, honorabilíssimo."                                                                                   | Aluno chinês, sempre esquecia o nome das palavras.                                                                          |

| Fevereiro                                                      | Fevereiro            | Fevereiro | Fevereiro |
| Artista                                                        | Personagem           | Bordões | Descrição |
| -------------------------------------------------------------- | -------------------- | --- | --- |
| Francisco Milani *19 de novembro de 1936 +13 de agosto de 2005 | Pedro Pedreira       | "Pedra noventa, só enfrenta quem aguenta!" Há controvérsias!" Me convença..." Não delira! Não viaja na maionese!" "Vamos simplificar, para não dizerem que sou intransigente." "Sempre há uma possibilidade de diálogo." "Vamos às provas... tem!?" Não me venha com chorumelas!" ”O que não é facto, não é exacto!” | Advogado mal-humorado que exige provas para tudo. |
| Roberto Roney *13 de janeiro de 1939 +3 de janeiro de 2010     | Simplício Carneiro   | "Sabe que cê tá com a razão?" | Aluno que quando é xingado pelo professor sempre vinha um aluno pra defender ele e tbm mudar a opinião pra concordar parecendo um maria vai com as outras.era do humorístico Praça da Alegria, nos anos 60. |
| José Vasconcellos *20 de março de 1926 +11 de outubro de 2011  | Rui Barbosa Sá Silva | "Ih! Esqueci..." | Gago. Quando começava a gaguejar ao dizer algo, o professor normalmente assumia que ele iria dizer outra coisa.                                                                                             |

| Abril                               | Abril      | Abril                                                | Abril |
| Artista                             | Personagem | Bordões                                              | Descrição |
| ----------------------------------- | ---------- | ---------------------------------------------------- | --- |
| André Lucas *29 de novembro de 1968 | Seu Aranha | "Deixa 'dílso'! Pára com 'ílso'! Mas vamos 'nelsa'!" | Bicheiro. Nos últimos anos da Escolinha, o personagem foi revisitado primeiro como um taxista malandro (quando a Escolinha se tornou quadro do Zorra Total), e depois como um oficial corrupto da Polícia Federal (na temporada de 2001). |

| Maio                                                       | Maio                              | Maio | Maio |
| Artista                                                    | Personagem                        | Bordões | Descrição |
| ---------------------------------------------------------- | --------------------------------- | --- | --- |
| Iran Lima *27 de junho de 1936 +21 de julho de 2024        | Seu Candinho Cansado              | | Personagem que ama demais sua esposa Dadinha, apesar de sempre ser traído por ela.                            |
| Nádia Carvalho *16 de abril de 1956 +11 de janeiro de 2022 | Dona Santinha Pureza              | "Eu 'góstio'!" "Vamos dançar a meia canha, ô cumpadi. Gira gira, põe, bate o pé-é-é. Dançar a meia canha, ô cumpadi. Seja lá o que deus quiser!" | Aluna nordestina que não se importa de apanhar do marido Valadão.                                             |
| Grace Gianoukas *9 de dezembro de 1963 (61 anos)           | Dona Maninha Marrom               | "Deixa eu falar!" "Eu sei do teu passado!" | Aluna repórter tipo fofoqueira. Ela nunca se sentava na sala de aula, apenas entrava, fazia seu papel e saía. |
| Margareth Lemos                                            | Esposa de Manuel, dono da Cantina | | |

| Junho                                                                          | Junho                 | Junho                          | Junho |
| Artista                                                                        | Personagem            | Bordões                        | Descrição |
| ------------------------------------------------------------------------------ | --------------------- | ------------------------------ | --- |
| Fafy Siqueira *17 de outubro de 1954 (70 anos)                                 | Dona Babá             | "Eu sou pobre, mas sou limpa!" | Aluna atriz. |
| Carlos Roberto Escova *12 de dezembro de 1955 +20 de dezembro de 2015 (9 anos) | Zé do Bicho           |                                | Aluno que falava assobiando. |
| Paulo Silvino *27 de julho de 1939 +17 de agosto de 2017                       | Seu Tabajara da Silva | "Ai, como era grande!"         | Aluno que enrolava a respeito das pessoas que o professor Raimundo perguntava com elogios (incluindo o bordão tirado de Frei Cosme, personagem de Silvino no programa Viva o Gordo, no quadro com Jô Soares (Frei Damião) referindo-se à Frei Serapião). |

| Outubro                                   | Outubro        | Outubro                     | Outubro |
| Artista                                   | Personagem     | Bordões                     | Descrição |
| ----------------------------------------- | -------------- | --------------------------- | --- |
| Karla Karenina *6 de dezembro de 1968     | Meirinha       | "Mas é só o que me falta."  | Aluna cearense com voz anasalada que contava sobre seus projetos, mas que terminava dizendo que dinheiro era a única coisa que lhe faltava. |
| André Damasceno                           | Magro do Bonfa | "Não me faz te pegar nojo!" | Gaúcho natural do bairro porto-alegrense do Bom Fim.                                                                                        |
| Júlio Levy *19 de março de 1962 (63 anos) | Pablo Maratona | "Total confiança!"          | Sátira do futebolista argentino Diego Maradona.                                                                                             |

### 1994
| Abril                                                                  | Abril                                            | Abril                                                                                       | Abril |
| Artista                                                                | Personagem                                       | Bordões                                                                                     | Descrição |
| ---------------------------------------------------------------------- | ------------------------------------------------ | ------------------------------------------------------------------------------------------- | --- |
| Agildo Ribeiro *26 de abril de 1932 +28 de abril de 2018               | Andorinha                                        | "Posso esclarecer? Esclarecerei!"                                                           | Um aluno que apresenta um quadro de sigmatismo na fala. O personagem era do programa Planeta dos Homens, que seria reaproveitado novamente no Zorra Total. Entrou em junho de 1994, saindo em outubro do mesmo ano.                                                                                  |
| Antônio Pedro                                                          | João Abre-Alas                                   | "Que isso! Quer me rebaixar pro segundo grupo?"                                             | Aluno carnavalesco. Entrou em abril de 1994, permanecendo até 1995. |
| Débora Fontes                                                          | Fátima Ferrari                                   |                                                                                             | Aluna empregada doméstica de fala rápida. Entrou em junho de 1994, permanecendo até agosto do mesmo ano. |
| Dhu Moraes                                                             | Maria Menina                                     |                                                                                             | Aluna adulta que pensa ser ainda criança. Entrou em maio de 1994, permanecendo até setembro do mesmo ano. |
| Ed Wall                                                                | Toniquinho                                       | "Eu sou gente grande!!"                                                                     | Aluno anão. Entrou em agosto de 1994, saindo ainda em agosto. |
| Roberto Guilherme *25 de maio de 1938 +10 de novembro de 2022          | Carlos Carreta                                   | "Aí é mole, e eu detesto moleza!"                                                           | Aluno que não gosta de moleza. Entrou em junho de 1994, permanecendo até Dezembro. |
| Emiliano Queiroz *1 de janeiro de 1938 (87 anos) +4 de outubro de 2024 | Dirceu Borboleta                                 | "Num sabe?"                                                                                 | O secretário neurótico e cheio de manias de Odorico Paraguaçu. Fez parte da novela O Bem-Amado. Entrou em abril de 1994, permanecendo até Dezembro. |
| João Elias                                                             | Graxinha                                         |                                                                                             | Personagem piloto do início da temporada que usava touca e camisa do Corinthians. Entrou em abril de 1994. |
| João Neto                                                              | Zé Modesto                                       |                                                                                             | Entrou em abril de 1994, permanecendo até 1995. |
| Jaime Filho *16 de outubro de 1930 +3 de janeiro de 2017               | Seu Murrinha                                     |                                                                                             | Personagem piloto do Início da temporada. Usava um terno bege e resmungava as atitudes do governo. Entrou em abril de 1994. |
| Gugu Olimecha *20 de julho de 1942 +5 de março de 2014                 | José Brasileiro da Silva                         | "Alguém sabe onde é que está a saída?"                                                      | Aluno que representa o povo brasileiro, com nariz vermelho e roupas coloridas. |
| Liane Maya *27 de setembro de 1960                                     | Clarinha                                         | "Esmola eu não quero!!!" Eu gosto das coisas muiiiito bem claras!"                          | Aluna curiosa, porém burrinha. Entrou em julho de 1994, permanecendo até dezembro. |
| Castrinho                                                              | Seu Ourinho                                      |                                                                                             | Aluno com um cabelo claro e encaracolado. Entrou em julho de 1994, permanecendo até agosto. |
| Castrinho                                                              | Seu Cacique "Toco Pequeno"                       | "Quer saber de uma coisa?"                                                                  | Aluno índio. Permaneceu durante poucas aulas no mês de julho. |
| Jaime Filho *16 de outubro de 1930 +3 de janeiro de 2017               | Antero de Camões                                 |                                                                                             | Aluno português. Entrou em outubro de 1994, permanecendo até 1995. |
| Paulo Silvino                                                          | Olímpio Urbano                                   | "Reciclo aqui, reciclo lááá!" Não me importo que a mula manque, o que eu quero é reciclar!" | Aluno gari. Entrou em junho de 1994, permanecendo até 1995. |
| Pedro Bismarck                                                         | Nerso da Capetinga                               |                                                                                             | Voltou em abril de 1994, permanecendo até 1995. |
| Sheila Mattos                                                          | Dadinha                                          | "Prefiro o meu Candinho."                                                                   | Esposa fogosa de Cândido Manso (Iran Lima). |
| João Carlos dos Reis                                                   | Seu Amâncio                                      | "Ô 'larguera'! Eu só levo rosca hein?"                                                      | Aluno caipira, cover de Amácio Mazzaropi. Entrou em julho de 1994, permanecendo até agosto. |
| Berta Loran                                                            | Dona Raquel Ainsberg                             |                                                                                             | Aluna judia. Entrou em julho de 1994, permanecendo até 1995. |
| Nádia Maria                                                            | Célia Carinhosa de Mel                           |                                                                                             | Paródia a Zélia Cardoso de Mello. Voltou a Escolinha com piadas a respeito do casamento da ex-ministra com Chico Anysio. Entrou em dezembro de 1994, permanecendo até 1995. |
| Totia Meirelles *11 de outubro de 1958 (66 anos)                       | Dona Tereza Mercantil da Lavoura de Minas Gerais | "Eu preciso vir mais ao Brasil." Pra vocês que não sabem francês, significa..."             | A aluna rica que vivia no exterior. Veio morar no Brasil, mas pouco sabia sobre o país. Entrou em abril de 1994, permanecendo até 1995. |
| Dhu Moraes                                                             | Dona Branca                                      |                                                                                             | Aluna que lutava contra preconceitos raciais. Entrou em novembro de 1994, permanecendo até 1995. |
| Liane Maya                                                             | Dona Angélica                                    |                                                                                             | Uma senhora que dava em cima do Professor Raimundo. Entrou em dezembro de 1994, permanecendo até janeiro de 1995. Era quase uma "personagem-piloto", tendo aparecido em poucas aulas. |
| Fernando Wellington                                                    | Carlão Aguiar                                    | "Um minutinho aí, diretoria..."                                                             | Aluno que é totalmente aficionado por seu carro. Entrou em novembro de 1994, permanecendo até 1995. |
| Heloísa Perissé *19 de agosto de 1966 (58 anos)                        | Dona Candinha                                    | "Desculpas dobradas, professor!" Não vô contar pra ninguém!! Morre aqui!!                   | Aluna fofoqueira. Entrou em dezembro de 1994. |
| Luiz Carlos Tourinho *16 de maio de 1964 +21 de janeiro de 2008        | Pedro Vaz Calminho                               | "Presentinho, Professor!"                                                                   | Seu nome é uma referência a Pero Vaz de Caminha, fidalgo português que foi escrivão da frota de Pedro Álvares Cabral, escrevendo a famosa carta para descrever o Brasil. O aluno era um nordestino que escrevia cartas para o pai, descrevendo como era onde ele estava. Entrou em novembro de 1994. |
| Selma Lopes                                                            | Dona Bolota                                      |                                                                                             | Mãe do Seu Boneco. Entrou em julho de 1994. |
| Marcelo Caridade                                                       | Seu Nuno Mato                                    |                                                                                             | Aluno biólogo que responde as perguntas sempre citando a natureza. Entrou em outubro de 1994. |
| Eduardo Martini *25 de junho de 1964 (60 anos)                         | Seu Antônio Casado                               |                                                                                             | Aluno que sempre era acompanhado por sua esposa. Entrou em dezembro de 1994. |

### 1995
| Abril                                                     | Abril             | Abril                                                    | Abril |
| Artista                                                   | Personagem        | Bordões                                                  | Descrição                                                                                                 |
| --------------------------------------------------------- | ----------------- | -------------------------------------------------------- | --- |
| Colé Santana *1 de dezembro de 1919 +29 de agosto de 2000 | Waldemar Motta    |                                                          | |
| Sheila Mattos                                             | Nome desconhecido |                                                          | Aluna enfermeira.                                                                                         |
| Regina Chaves *1948                                       | Sinézia           | "Sabe que eu não sei?"                                   | A antiga secretária da Escolinha com voz anasalada chegou a ser uma aluna no final da Escolinha original. |
| Fafy Siqueira                                             | Humberto Carlos   | "Pô, bicho!"                                             | Paródia do cantor Roberto Carlos.                                                                         |
| André Mattos *8 de outubro de 1961 (63 anos)              | Pedro Bó          |                                                          | Segunda versão do filho de Pantaleão.                                                                     |
| Roberto Roney                                             | Bragança          | "Eu sou o Bragança! Quem encher minha paciência, dança!" | |
| Nádia Maria                                               | Lutia Carabina    |                                                          | Paródia da ex-prefeita de São Paulo e deputada federal Luiza Erundina.                                    |

### 1999/2000
A Escolinha retornou ao ar como um dos quadros iniciais dentro do programa Zorra Total. 
| Artista                                                     | Personagem           | Bordões                                                                         | Descrição |
| ----------------------------------------------------------- | -------------------- | ------------------------------------------------------------------------------- | --- |
| André Lucas                                                 | Aranha               | "Puliça, P-U-L-I-C 'cedrilha'-A, 'otoridade málxima'!"                          | Na nova versão da escolinha, Aranha passa a ser um policial burro.                                                            |
| Berta Loran                                                 | Sarah Rebeca         | "Isto ser perseguiçón!"                                                         | Judia que responde corretamente às questões. Substituiu Ptolomeu em 1999.                                                     |
| Cláudia Rodrigues *7 de junho de 1971 (53 anos)             | Sirene               | "Sou pobre, mas sou limpinha!"                                                  | Empregada doméstica, que surgiu inicialmente no teatro e depois levada para o Sai de Baixo.                                   |
| Heloísa Perissé                                             | Dona Neném           |                                                                                 | Aluna grávida há muitos anos, que não tem nenhuma pressa para seu filho nascer e conversa com ele através de um estetoscópio. |
| David Cunha *18 de novembro de 1957 +24 de novembro de 2006 | Mário Manguaça       |                                                                                 | Aluno bêbado, conhecido pelos bares pelo codinome "Pudim de Cana".                                                            |
| Eduardo Martini                                             | Eça de Quental       | "E viva os pastéis de bacalhau!"                                                | Português inteligente. |
| Elaine Mickely *22 de abril de 1980 (45 anos)               | Terezuda             | "Dá, dá, dá, dá!"                                                               | Aluna que sempre tenta seduzir o professor. Substituiu Dona Bela em 1999.                                                     |
| Francisco Milani                                            | Pedro Pedreira       | -                                                                               | - |
| Heloísa Perissé                                             | Soledade             | -                                                                               | Uma viúva que, ao se envolver com algum homem, sempre desistia na hora H por lembrar de seu marido Genaro.                    |
| João Cláudio Moreno *6 de maio de 1967 (58 anos)            | Darcy Gonçalo        | "Eu sei lá, ô cara..." Tudo isso aqui eu já vivi." Isso pra mim é uma reprise!" | Sátira da atriz Dercy Gonçalves, responde às questões com palavrões.                                                          |
| João Cláudio Moreno                                         | Domingos             |                                                                                 | |
| Lúcio Mauro                                                 | Aldemar Vigário      | -                                                                               | - |
| Lug de Paula                                                | Seu Boneco           | -                                                                               | |
| Lupe Gigliotti *1 de julho de 1927 +19 de dezembro de 2010  | Escolástica          | -                                                                               | - |
| Marina Miranda                                              | Dona Charanga        | -                                                                               | - |
| Nádia Carvalho                                              | Dona Santinha Pureza | -                                                                               | - |
| Nairon Barreto *6 de agosto de 1959 (65 anos)               | Zé Lezin             |                                                                                 | Nordestino. |
| Orlando Drummond                                            | Seu Peru             | -                                                                               | - |
| Pedro Bismarck                                              | Nerso da Capitinga   | -                                                                               | - |
| Rogério Cardoso                                             | Rolando Lero         | -                                                                               | - |
| Sílvia Massari                                              |                      |                                                                                 | Sílvia manipulava o fantoche Maria Santa.                                                                                     |
| Tarcísio Santos                                             | Nair                 | -                                                                               | Também nordestino, vivia brigando com Nerso da Capetinga.                                                                     |
| Viviane Araújo *25 de março de 1975 (50 anos)               | Rosinha              |                                                                                 | Aluna sempre escolhida para apagar o quadro-negro. Substituiu Capitu.                                                         |
| Zezé Macedo                                                 | Dona Bela            | -                                                                               | - |
| Fafy Siqueira                                               | Gardênia Alves       |                                                                                 | - |
| Bené                                                        | Ele mesmo            | -                                                                               | Parceiro de Dicró no pandeiro.                                                                                                |
| Dicró *14 de fevereiro de 1946 +25 de abril de 2012         | Ele mesmo            |                                                                                 | |
| Dedé Santana *29 de abril de 1936 (89 anos)                 | Bonfiglio            |                                                                                 | Aluno caipira. |

### 2001
| Março                                               | Março             | Março                                                                                 | Março |
| Artista                                             | Personagem        | Bordões                                                                               | Descrição |
| --------------------------------------------------- | ----------------- | ------------------------------------------------------------------------------------- | --- |
| André Mattos                                        | Fininho           | "Fala, meu querido!" É gente fina, não dá mole pra ninguém!" Meu querido, eu te amo!" | Trambiqueiro que estava sempre procurando meter o professor nas mais diversas confusões a troco de baixas compensações monetárias.                       |
| Angela Rabelo                                       | Vera Boiola       |                                                                                       | Paródia da socialite Vera Loyola. |
| Antônio Pedro                                       | Januário Svensson | "O problema do Brasil é que ele é fácil de gostar mas muito difícil de perceber."     | Sueco que fala com sotaque português a discutir sobre os costumes brasileiros.                                                                           |
| Bené                                                | Ele mesmo         | -                                                                                     | - |
| Carequinha *18 de julho de 1915 +5 de abril de 2006 | Ele mesmo         | "Tá certo ou não tá?"                                                                 | Aluno travestido de palhaço, que justifica, em sua cara de palhaço, as maracutaias dos políticos.                                                        |
| Cláudia Jimenez                                     | Cacilda           | -                                                                                     | - |
| Dicró                                               | Ele mesmo         |                                                                                       | |
| Eduardo Martini                                     | Neide Boa Sorte   | -                                                                                     | - |
| Fafy Siqueira                                       | Lusa do Canindé   |                                                                                       | Viúva portuguesa, praticante de diversos esportes, que possui recordações de seu marido Antero Carvalho de Moraes.                                       |
| Glória Portela                                      | Darcy             |                                                                                       | Aluno adolescente que o professor Raimundo tentava descobrir se era homem ou mulher.                                                                     |
| Heloísa Perissé                                     | Tati              | "Eu não sou só um corpinho bonito, é muita cuca no lance!"                            | Adolescente, criada por Heloísa Perissé para a peça Cócegas. Sempre responde certo às perguntas, recontando passagens históricas com linguagem informal. |
| Maurício Manfrini *5 de abril de 1967 (58 anos)     | Paulinho Gogó     | "Quem não tem dinheiro conta história!"                                               | Estereótipo do carioca trambiqueiro. |
| Rogério Cardoso                                     | Rolando Lero      | -                                                                                     | - |
| Tom Cavalcante                                      | João Canabrava    | -                                                                                     | - |

| Abril               | Abril                 | Abril                                                                         | Abril |
| Artista             | Personagem            | Bordões                                                                       | Descrição |
| ------------------- | --------------------- | ----------------------------------------------------------------------------- | --- |
| Alcione Mazzeo      | Maria Angélica        | "Pensa que eu não sei? Eu sei tudo!" Tô aqui só pra ficar perto do Seu Peru." | Aluna que responde certo às questões de Raimundo, apesar de o deixar sempre em situações constrangedoras, com suas perguntas. Gosta de paquerar Seu Peru. Esta personagem já havia contracenado com Chico Anysio em outros programas. |
| André Lucas         | Aranha                | -                                                                             | - |
| Ataíde Arcoverde    | Sivi                  | "Vi com esses olhos que a terra há de comer."                                 | Aluno feio que arregalava os olhos. |
| Cláudia Rodrigues   | Thalia                | "Eu vou beijar... muuuuuuito!" Tô dentro, 100% de sinal!"                     | Aluna feia, com uma horrível prótese dentária, que afirma ter conquistado vários galãs famosos. |
| Daniele Valente     | Tesinha               | "Eu não sou protegida não!" Eu sou morena e um show de garota!"               | Aluna protegida pelo professor. Lembrava Marina da Glória. |
| Fernando Wellington | Antônio Zorra/Aurélio |                                                                               | Sátira aos personagens Zorro e Lone Ranger. |
| Marcelo Caridade    | Tarik Adula           | "Tá nessa porque quer. Eu ainda tiro você dessa vida, pompom!"                | Aluno puxa-saco, que diz amar o professor Raimundo. |

| Junho                                          | Junho                   | Junho                                                                    | Junho |
| Artista                                        | Personagem              | Bordões                                                                  | Descrição |
| ---------------------------------------------- | ----------------------- | ------------------------------------------------------------------------ | --- |
| Alice Borges                                   | Neura                   | "Não adianta me agredir que sou analisada!" Isso eu resolvo na análise." | Aluna feminista que sempre acredita que as perguntas feitas pelo professor são machistas.                                                           |
| Antônio Pedro                                  | José Bonvê              |                                                                          | Líder camponês. |
| Arnaud Rodrigues Junior                        | Ramório/Ciço Paulino    |                                                                          | Sátira do jogador Romário./Aluno nordestino que puxa a peixeira e fica irritado com as mortes da história. É o filho de Maria Bonita (Selma Lopes). |
| Carlos Loffler                                 | Babau                   |                                                                          | |
| Eduardo Martini                                | Funkeiro/Eça de Quental |                                                                          | |
| Ingrid Guimarães *5 de julho de 1972 (52 anos) | Leandra Borges          | "Foto, foto, foto..."                                                    | Modelo que só entende coisas do mundo moderno. |
| João Cláudio Moreno                            | Tiquinho                | "Quase aqui!" Professor, um 7 tava de bom tamanho..."                    | Namorado de Dona Paula (Luciana Brits), que tem esse apelido pelo fato de seu órgão sexual ser pequeno.                                             |
| Luciana Brits                                  | Dona Paula              |                                                                          | Aluna de ginástica. Era a aluna por quem o Professor Raimundo realmente se interessava. Ele dizia: "Não vá embora sem falar comigo."                |
| Madeleine Braga                                | Dona Dirce              |                                                                          | |
| Selma Lopes                                    | Maria Bonita            |                                                                          | |
| Silveirinha                                    | Seu Belzonte            |                                                                          | O porteiro da Escolinha. |
| Stella Freitas                                 | Cândida/Juanita         |                                                                          | |

### 2015 - Edição Especial
Em comemoração aos 25 anos do programa, o Canal Viva e a Rede Globo produziram sete novos episódios (cinco foram inicialmente exibidos no canal pago), com um novo elenco e diversas personagens da história do programa. Novas temporadas estrearam nos anos seguintes.
| Artista                                                                          | Personagem         | Bordões                                            | Descrição                                                       |
| -------------------------------------------------------------------------------- | ------------------ | -------------------------------------------------- | --------------------------------------------------------------- |
| Bruno Mazzeo                                                                     | Professor Raimundo | "E o salário, ó..."                                | Personagem originalmente interpretado pelo pai, Chico Anysio.   |
| Marcelo Adnet                                                                    | Rolando Lero       | "Amado mestre..."                                  | Personagem originalmente interpretado por Rogério Cardoso.      |
| Marcos Caruso                                                                    | Seu Peru           | "Peru com mel, de Vila Isabel."                    | Personagem originalmente interpretado por Orlando Drummond.     |
| Otaviano Costa (2015-2016; 2018-2019) Bruno Garcia (2017) Marcelo Serrado (2020) | Ptolomeu           | "Nem tanto, mestre..."                             | Personagem originalmente interpretado por Nizo Neto.            |
| Evandro Mesquita                                                                 | Armando Volta      | "Sambarilove!"                                     | Personagem originalmente interpretado por David Pinheiro.       |
| Maria Clara Gueiros                                                              | Cândida            | "Ah professor, hoje eu vi..."                      | Personagem originalmente interpretada por Stela Freitas.        |
| Mateus Solano                                                                    | Zé Bonitinho       | "O perigote das mulheres!"                         | Personagem originalmente interpretado por Jorge Loredo.         |
| Dani Calabresa                                                                   | Catifunda          | "Saravá! Sempre às ordens, professor."             | Personagem originalmente interpretada por Zilda Cardoso.        |
| Fernanda Souza                                                                   | Tati               | "Fala, véi"                                        | Personagem originalmente interpretada por Heloísa Périssé.      |
| Marco Ricca                                                                      | Pedro Pedreira     | "Pedra noventa, só enfrenta quem aguenta! Manda!"  | Personagem originalmente interpretado por Francisco Milani.     |
| Ellen Rocche                                                                     | Capitu             | "Acertei?! Eu sabia que eu sabia!"                 | Personagem originalmente interpretada por Cláudia Mauro.        |
| Betty Gofman                                                                     | Dona Bela          | "Ele só pensa naquilo!"                            | Personagem originalmente interpretada por Zezé Macedo.          |
| Fernanda de Freitas                                                              | Marina da Glória   | "Chamô chamô?"                                     | Personagem originalmente interpretada por Tássia Camargo.       |
| Ângelo Antônio                                                                   | Joselino Barbacena | "Quando eu era criança pequena lá em Barbacena..." | Personagem originalmente interpretado por Antônio Carlos Pires. |
| Lúcio Mauro Filho                                                                | Aldemar Vigário    | "Quem, quem, quem? Raimundo Nonato!"               | Personagem originalmente interpretado pelo pai, Lúcio Mauro.    |
| Rodrigo Sant'Anna                                                                | Batista            | "Cala a boca Batista!"                             | Personagem originalmente interpretado por Eliezer Motta.        |
| Fabiana Karla                                                                    | Cacilda            | "Beijinho beijinho, pau pau!"                      | Personagem originalmente interpretada por Cláudia Jimenez.      |
| Otávio Müller                                                                    | Baltazar da Rocha  | "Que que há-lho?"                                  | Personagem originalmente interpretado por Walter D'Ávila.       |
| Kiko Mascarenhas                                                                 | Galeão Cumbica     | "No aaaaaaar!"                                     | Personagem originalmente interpretado por Rony Cócegas.         |
| Marcius Melhem                                                                   | Seu Boneco         | "Eu vou pra galera!"                               | Personagem originalmente interpretado por Lug de Paula.         |
| Marco Luque (2017) Gui Santana (2018-)                                           | Nerso da Capitinga | "É ieu mesmo!"                                     | Personagem originalmente interpretado por Pedro Bismarck.       |
| Marco Luque (2018-)                                                              | Patropi            | "Sem crise hein, professor"                        | Personagem originalmente interpretado por Orival Pessini.       |
| Érico Brás (2018-)                                                               | Eustáquio          | "Aqüi! Qüi qüeres?"                                | Personagem originalmente interpretado por Grande Otelo.         |
| Marcos Veras (2019-)                                                             | João Canabrava     | "Sóbrio!"                                          | Personagem originalmente interpretado por Tom Cavalcante.       |
| Leandro Hassum (2019-)                                                           | Mazarito           | "Noofa!"                                           | Personagem originalmente interpretado por Costinha.             |
| Welder Rodrigues (2019)                                                          | Suppapou Uaçi      | "C'est Moá, Suppapou Uaçi!"                        | Personagem originalmente interpretado por Jaime Filho.          |
| Paulo Vieira (2019)                                                              | Fininho            | "Ui! Fala, meu querido!"                           | Personagem originalmente interpretado por André Mattos.         |
| George Sauma (2019)                                                              | Capilé Sorriso     | "Âââââââ!"                                         | Personagem originalmente interpretado por Tim Rescala.          |

## Elenco de apoio
| Elenco de apoio (funcionários e personagens fora da sala de aula) | Elenco de apoio (funcionários e personagens fora da sala de aula) | Elenco de apoio (funcionários e personagens fora da sala de aula) | Elenco de apoio (funcionários e personagens fora da sala de aula)                                              | Elenco de apoio (funcionários e personagens fora da sala de aula) |
| Artista                                                           | Personagem                                                        | Bordões | Descrição | Ano de Entrada                                                    |
| ----------------------------------------------------------------- | ----------------------------------------------------------------- | --- | --- | ----------------------------------------------------------------- |
| Alfredo Murphy *2 de maio de 1929 +11 de outubro de 1993          | Dom Corleone                                                      | | O bedel da escola.                                                                                             | (1991)                                                            |
| Arthur Costa Filho *30 de julho de 1927 +31 de janeiro de 2003    | Natanael/Aderaldo                                                 | | O secretário da Escolinha.                                                                                     | (Novembro de 1990)/(Março de 1993)                                |
| Dary Reis *12 de fevereiro de 1926 +26 de dezembro de 2010        | Professor Eteovaldo                                               | | | (1992)                                                            |
| Estelita Bell *23 de setembro de 1911 +12 de abril de 2005        | Dona Ofélia                                                       | | Mãe do Prof. Raimundo, que fica perturbando os outros funcionários da escola.                                  | (1993)                                                            |
| Fernando Wellington                                               | Manuel                                                            | | Dono da cantina.                                                                                               | (1990)                                                            |
| Haydée Fernandes                                                  | Dona Lupicínia                                                    | | | (1992)                                                            |
| Hélio Ary *5 de março de 1930 +4 de janeiro de 2011               | Padre                                                             | | Padre da capela da escola.                                                                                     | (1992)                                                            |
| Jorge Cosmo                                                       | Mexe                                                              | "Eita nóis!" (com Vira) | Fazia dupla com Vira (Mauri de Castro), parodiando sucessos internacionais.                                    | (Junho de 1992)                                                   |
| Jorge Loredo *7 de maio de 1925 +26 de março de 2015              | Zé Bonitinho                                                      | "Zé Bonitinho, o perigote das mulheres." | Estereótipo do conquistador de mulheres.                                                                       | (Novembro de 1990)                                                |
| Liane Maya                                                        | Das Dores                                                         | | Assistente do Professor Raimundo.                                                                              | (Junho de 1991)                                                   |
| Louise Cardoso                                                    | Miramar                                                           | | Faxineira da escola que tinha torcicolo por seu marido ser muito alto.                                         | (Janeiro de 1992)                                                 |
| Luís Delfino *31 de maio de 1921 +25 de maio de 2005              | Diretor Xavier                                                    | | O diretor da Escolinha, que tem o tique nervoso "coça-coça".                                                   | (Agosto de 1990)                                                  |
| Lupe Gigliotti                                                    | Escolástica                                                       | | Psicóloga da escola que enxerga muito mal.                                                                     | (Agosto de 1990)                                                  |
| Margareth Lemos                                                   | Manuela                                                           | | Esposa do dono da Cantina.                                                                                     | (Junho de 1992)                                                   |
| Marina Miranda                                                    | Dona Charanga                                                     | "Alguém tá me procurando? Aqui estou eu, Charanga!!! | Funcionária atrapalhada.                                                                                       | (Março de 1994)                                                   |
| Mauri de Castro                                                   | Vira                                                              | | Fazia dupla com Mexe (Jorge Cosmo), parodiando sucessos internacionais.                                        | (Junho de 1992)                                                   |
| Milton Carneiro *25 de setembro de 1923 +8 de dezembro de 1999    | Atanagildo                                                        | "Meu comandante!" "Nada! Assistente só assiste!" "Eu não domino esse assunto! Sou ignorante!" "Américo Vespúcio..." "Nota 4!" "Não vamos corromper o menino!" "Sábia decisão!" | Inspetor da Escolinha que, a partir de 1992, deixou seu gabinete e se tornou assistente do Professor Raimundo. | (Agosto de 1990)                                                  |
| Nick Nicola *21 de outubro de 1927 +23 de maio de 2015            | Fernandinho (o Malandrão)                                         | | Professor | (Novembro de 1990)                                                |
| Regina Chaves                                                     | Sinézia                                                           | "Sabe que eu não sei?!" | A secretária da Escolinha, que não entende nada e possui voz anasalada.                                        | (Agosto de 1990)                                                  |
| Sandra Pêra *17 de setembro de 1954 (70 anos)                     | Dinorá                                                            | "O que a Dona Flor tem, que eu não tenho?" | A professora fofoqueira e invejosa.                                                                            | (Novembro de 1990)                                                |
| Sheila Mattos                                                     | Amália                                                            | | Professora que vive paquerando o Professor Raimundo.                                                           | (Junho de 1991)                                                   |
| Ted Boy Marino *18 de outubro de 1939 +27 de setembro de 2012     | Xuxo                                                              | "Pero que sí!" | Segurança de Gardênia Alves (Fafy Siqueira).                                                                   | (Fevereiro de 1992)                                               |
| Tim Rescala                                                       | Mesquita                                                          | | Professor de música.                                                                                           | (Dezembro de 1990)                                                |
| Costinha                                                          | Amadeu                                                            | "Ohh... Tais brincando?" | Professor conselheiro.                                                                                         | (julho de 1991)                                                   |
| Marilu Bueno                                                      | Mimosa                                                            | "Querem 'caférem'?" | Empregada. | (setembro de 1991)                                                |

## Participações especiais
| Participações especiais                                               | Participações especiais | Participações especiais | Participações especiais | Participações especiais |
| Artista                                                               | Personagem              | Bordões                 | Descrição | Ano de Entrada          |
| --------------------------------------------------------------------- | ----------------------- | ----------------------- | --- | ----------------------- |
| André Lucas                                                           | Ele mesmo               |                         | Imitador de Chico Anysio sugerido por Atanagildo e contratado para a festa dos 40 anos da Escolinha.                                                         | (1992)                  |
| Bemvindo Sequeira                                                     | Seu Virgulino           |                         | | (Janeiro de 1992)       |
| Bruno Motta                                                           | Tico Tremedeira         |                         | | (1999)                  |
| Cláudio Cunha *29 de julho de 1946 +20 de abril de 2015               | Gaúcho                  |                         | | (1999)                  |
| Eduardo Galvão *19 de abril de 1963 (62 anos)                         | Sassá Mutema            |                         | | Julho de 1991           |
| Fernando Wellington                                                   | Pai João/Jeremário      |                         | Pai-de-santo de Catifunda (Zilda Cardoso) | Fevereiro de 1992       |
| Geraldo Alves                                                         | Don Corleone            |                         | | Janeiro de 1992         |
| Guilherme Farias                                                      | Pedro Bó                |                         | Filho do mentiroso Pantaleão, que curiosamente foi um dos personagens interpretados por Chico Anysio. Não conseguiu matrícula na escola.                     | Março de 1991           |
| Marilu Bueno                                                          | Dona Pretória           |                         | Mulher do personagem Lord Black, convida o Professor Raimundo para uma festa no bairro em que reside (Irajá) na Associação dos Cor'nos Conformados do Irajá. | Março de 1992           |
| Paulinho Mixaria                                                      | Gaúcho                  |                         | | (1999)                  |
| Pedro Haidar                                                          |                         |                         | | 1994/2001               |
| Sônia Raci                                                            | Neurose                 |                         | | (1999)                  |
| Suely May                                                             | Dona Tertuliana         |                         | Mulher de Pantaleão e mãe de Pedro Bó, que tentou matrícula na Escolinha.                                                                                    | Março de 1991           |
| Zilda Cardoso *4 de janeiro de 1936 +20 de dezembro de 2019 (83 anos) |                         |                         | Funcionária da escola em um episódio, antes da estreia da Catifunda.                                                                                         | (1990)                  |

## Alunos infantis
A Escolinhazinha do Professor Raimundo foi um especial que foi ao ar em 1992. Além disso, a partir de agosto de 1994, a cada aula, um ator mirim substituía um dos atores principais fazendo uma versão infantil de seu personagem.
| Alunos Infantis        | Alunos Infantis         | Alunos Infantis | Alunos Infantis                                        |
| Artista                | Personagem              | Bordões         | Descrição                                              |
| ---------------------- | ----------------------- | --------------- | ------------------------------------------------------ |
| Deborah Secco          | Capituzinha             |                 | Versão infantil de Capitu (Cláudia Mauro).             |
| Francisco Guarnieri    | Salimzinho              |                 | Versão infantil de Salim Muchiba (João Elias).         |
| João Ricardo           | Baltazarzinho           |                 | Versão infantil de Baltazar da Rocha (Walter D'Ávila). |
| Luís Eduardo Gonçalves | Dumont Congonhas        |                 | Versão infantil de Galeão Cumbica (Rony Cócegas).      |
| Marcella Valente       | Terezinha               |                 | Versão infantil de Tereza Mercantil (Totia Meirelles). |
| Marcelo Villar         | Ceguinho                |                 | Versão infantil de Seu Binóculo (Heron Flávio).        |
| Pablo Sobral           | Evangelista             |                 | Versão infantil de Batista (Eliezer Motta).            |
| Rafael Monteiro        | Armandinho Atalho       |                 | Versão infantil de Armando Volta (David Pinheiro).     |
| Sérgio Hondjakoff      | Levando Papo            |                 | Versão infantil de Rolando Lero (Rogério Cardoso).     |
| Theo Machado           | Joãozinho Groselha Pura |                 | Versão infantil de João Canabrava (Tom Cavalcante)     |
| Bruno Mazzeo           | Mazaritinho             |                 | Versão infantil de Mazarito (Costinha)                 |

## Parentes dos alunos
| Parentes dos alunos (participações especiais)                  | Parentes dos alunos (participações especiais) | Parentes dos alunos (participações especiais) |
| Artista                                                        | Personagem                                    | Descrição |
| -------------------------------------------------------------- | --------------------------------------------- | --- |
| Giselle Policarpo                                              | Dona Gardeninha (1993)                        | Sobrinha ou filha de Gardênia Alves (Fafy Siqueira)                                                                                               |
| Abrahão Farc *28 de julho de 1937 +24 de setembro de 2012      | Jacob Blaustein                               | Tio de Samuel Blaustein (Marcos Plonka). |
| Bruno Mazzeo                                                   | Copérnico                                     | Irmão caçula de Ptolomeu (Nizo Neto). |
| Elizângela                                                     | Bernadete                                     | Namorada de Bertoldo Brecha (Mário Tupinambá). |
| Henriqueta Brieba *31 de julho de 1901 +18 de setembro de 1995 | Zinha                                         | Mãe de Cacilda (Cláudia Jimenez). |
| Mário Lago *26 de novembro de 1911 +30 de maio de 2002         | Armando Lero                                  | Pai de Rolando Lero (Rogério Cardoso). |
| Older Cazarré *16 de janeiro de 1935 +26 de fevereiro de 1992  | José Canavieira                               | Pai do Professor Raimundo (Chico Anysio). |
| Renato Aragão *13 de janeiro de 1935 (90 anos)                 | Carminho Brother                              | Avô de Baltazar da Rocha (Walter D'Ávila). |
| Selma Lopes                                                    | Dona Bolota                                   | Mãe do Seu Boneco (Lug de Paula). |
| Wilton Franco *25 de julho de 1930 +13 de outubro de 2012      | Zóio                                          | Irmão de Seu Binóculo (Heron Flávio). |
| Renata Fronzi *1 de agosto de 1925 +15 de abril de 2008        | Madame Lindeza                                | Mãe da Dona Bela (Zezé Macedo). |
| Júlio Braga                                                    | Teté                                          | Ex-noivo de Dona Bela (Zezé Macedo). |
| Marilu Bueno                                                   | Ester Blaustein                               | Irmã de Samuel Blaustein (Marcos Plonka). |
| Benvindo Siqueira                                              | Airton Piquet Cumbica                         | Irmão de Galeão Cumbica (Rony Cócegas). Piloto obcecado por veículos, pensa que é um carro de Fórmula 1. Paródia de Ayrton Senna e Nelson Piquet. |
| Amândio Silva Filho                                            | Santos Drumont                                | Pai de Galeão Cumbica (Rony Cócegas). |
| Tony Tornado                                                   | Zecão                                         | Irmão-de-leite de Marina da Glória (Tássia Camargo).                                                                                              |
| Alfredo Murphy                                                 | Estalta                                       | Padrasto do Seu Boneco (Lug de Paula). |
| Older Cazarré                                                  | Bacurão                                       | Tio palmeirense de João Bacurinho (Olney Cazarré).                                                                                                |
| Alcione Mazzeo                                                 | Joana D'Arco                                  | Mãe agressiva de Marina da Glória (Tássia Camargo).                                                                                               |
| Felipe Carone *25 de julho de 1920 +27 de março de 1995        | Joaquim D'Além Mar                            | Irmão português de Manuela D'Além-mar (Berta Loran)                                                                                               |
| André Lucas                                                    | Carne-de-pescoço                              | Primo de Seu Boneco (Lug de Paula) |
| Pituca *16 de maio de 1926 +23 de julho de 1995                | Afonso de Castro                              | Pai de Geraldo (Castrinho) |
| Zezé Macedo                                                    | Dona Linda                                    | Irmã de Dona Bela (interpretada pela mesma atriz)                                                                                                 |
| Elias Gleizer *4 de janeiro de 1934 +16 de maio de 2015        | Salomão Blaustein                             | Tio de Samuel Blaustein (Marcos Plonka) |

### Especiais

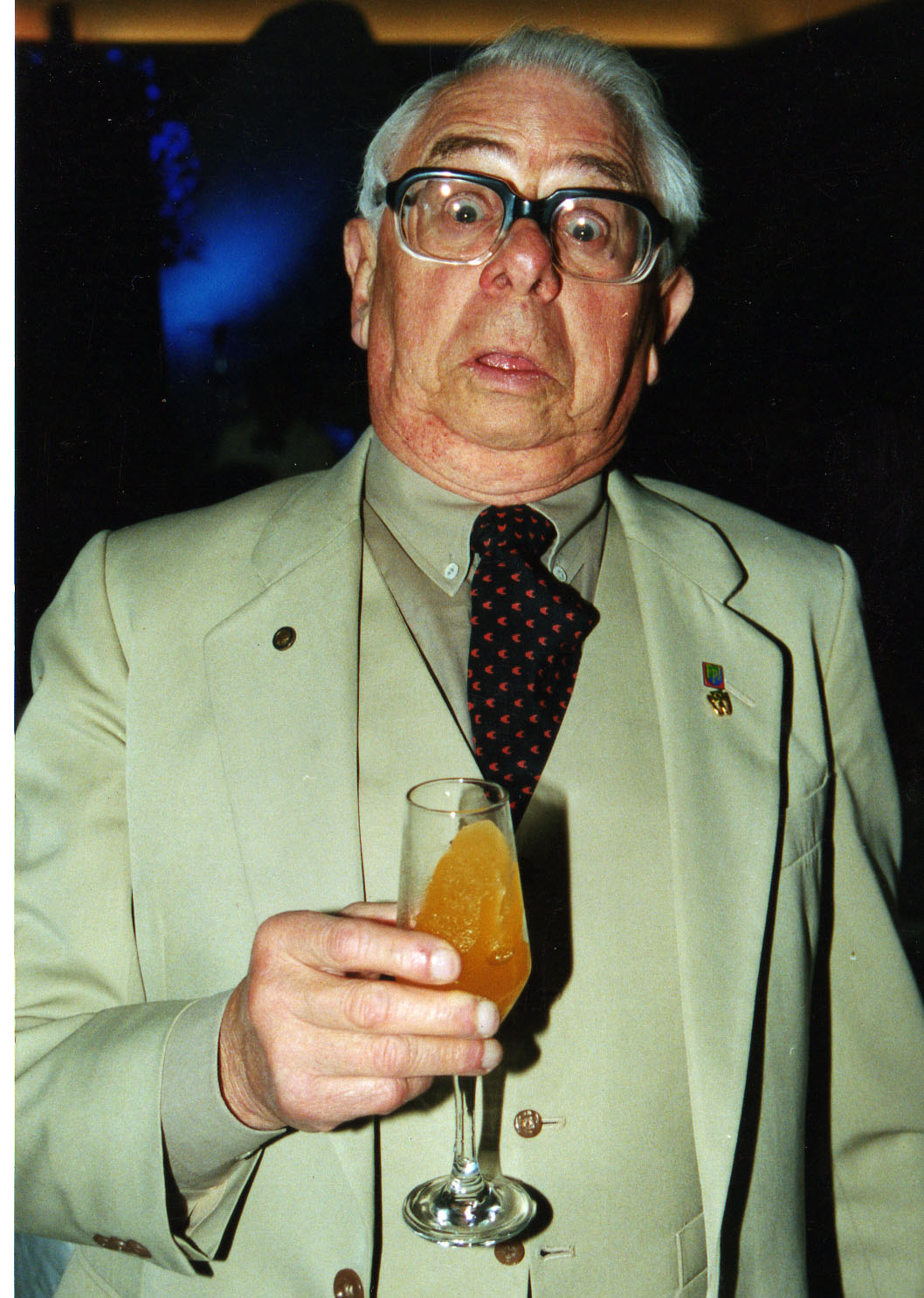
O humorista José Vasconcelos encenava o gago Rui Barbosa Sá Silva.

Em 1991 a Rede Globo produziu um especial da "Escolinha" em homenagem aos 25 anos dos Trapalhões, com atores famosos do elenco da emissora interpretando os personagens do programa. O professor era Dedé Santana, já antecipando seu papel quando o formato do programa também passou a ser produzido pela Rede Record. No fim do especial, Chico Anysio prestou uma homenagem a Zacarias, que havia falecido no ano anterior: Especial Escolinha do Professor Raimundo. No ano seguinte, um novo especial foi produzido para ser exibido no programa Criança Esperança, reunindo muitos dos personagens mais marcantes das telenovelas. Além de Chico Anysio, o elenco contou, entre outros, com:
- Aracy Balabanian – Dona Armênia (Rainha da Sucata e Deus nos Acuda)
- Ary Fontoura – Florindo Abelha (Roque Santeiro)
- Cláudia Raia – Maria Escandalosa (Deus nos Acuda)
- Edson Celulari – Jean Pierre (Que Rei Sou Eu?)
- Elizângela - Rosemary (Pedra Sobre Pedra)
- Emiliano Queiroz – Dirceu Borboleta (O Bem Amado) *
- Eri Johnson – Reginaldo (De Corpo e Alma)
- Humberto Martins – Iago (Pedra Sobre Pedra)
- Guilherme Karan – Porfírio (Meu Bem, Meu Mal)
- Joana Fomm – Perpétua (Tieta)
- José Lewgoy – Edgar Dumont (Louco Amor)
- Nelson Xavier – Lampião (Lampião e Maria Bonita)
- Osmar Prado – Sérgio Cabeleira (Pedra Sobre Pedra)
- Otávio Augusto – Matoso (Vamp)
- Patrícia Travassos – Mary Matoso (Vamp)
- Paulo Gracindo – Odorico Paraguaçu (O Bem Amado)
- Regina Duarte – Maria do Carmo (Rainha da Sucata)
- Tereza Rachel – Rainha Valentine (Que Rei Sou Eu?)
- Vera Zimmermann – 'Divina' Magda (Meu Bem, Meu Mal)
- Xuxa Meneghel – Madame Caxuxa (Xou da Xuxa)
- Yoná Magalhães – Matilde (Roque Santeiro)

* Dirceu foi mais tarde incorporado ao elenco fixo do programa.
Também em 1992, um outro especial fora produzido, desta vez para o Dia das Crianças, no qual todos os alunos eram crianças. No elenco, estavam Rafael Monteiro e Déborah Secco.